# Saint-Lubin-en-Vergonnois
Saint-Lubin-en-Vergonnois è un comune francese di 696 abitanti situato nel dipartimento del Loir-et-Cher nella regione del Centro-Valle della Loira.

## Società

### Evoluzione demografica
Abitanti censiti